# Haro Stepanjan
Haro Lewoni Stepanjan (armenisch Հարո Լևոնի Ստեփանյան; russisch Аро́ Лево́нович Степаня́н; * 13. Apriljul. / 25. April 1897greg. in Jelisawetpol; † 9. Januar 1966 in Jerewan) war ein armenischer Komponist.

## Leben
Stepanjan studierte bis 1926 in Moskau bei Michail Gnessin und bis 1930 am Leningrader Konservatorium bei Wladimir Schtscherbatschow. Er wirkte danach als Lehrer am Konservatorium Jerewan.
Neben fünf Opern komponierte er drei Sinfonien, ein Klavierkonzert, eine Rhapsodie für Klavier und Orchester, kammermusikalische Werke, eine Kantate und zahlreiche Lieder.
Er war Mitglied des Obersten Sowjets der Armenischen SSR in der ersten bis vierten Einberufung.

## Auszeichnungen
- Volkskünstler der Armenischen SSR
- Orden des Roten Banners der Arbeit[4]